# تحالف سارة فاجنكنشت
تحالف سارة فاجنكنشت – العقل (أو الرشد) والعدالة ( (بالألمانية: Bündnis Sahra Wagenknecht – Vernunft und Gerechtigkeit)‏ هو حزب سياسي ألماني تأسس في 8 كانون الثاني يناير من العام 2024. سبق الحزب إنشاء جمعية مسجلة، أقيمت في 26 أيلول سبتمبر من العام 2023 وتتكون أساسًا من أعضاء سابقين في حزب اليسار (بالألمانية: Die Linke)‏ لأغراض الإعداد لتأسيس الحزب السياسي الجديد. قدمت خططَ الحزب الجديد في مؤتمر صحفي على مستوى البلاد في 23 تشرين الأول اكتوبر من العام 2023 أعضاءُ البوندستاغ سارة فاجنكنشت، أميرة محمد علي، وكريستيان ليه، المدير الإداري السابق لحزب اليسار في شمال الراين وستفاليا لوكاس شون، ورجل الأعمال رالف سويكات.  
أعلنت أميرة محمد علي أنها ستترك حزب اليسار مع فاجنكنشت وكريستيان ليه وسبعة أعضاء آخرين من فصيل البوندستاغ ليشكلوا جزءًا من الحزب المؤسس حديثًا. كان الاتفاق أنهم سيحتفظون بعضويتهم في المجموعة البرلمانية لليسار ( الكتلة السياسية ) ويحتفظون بالامتيازات البرلمانية، ولكن حُل الفصيل من جانب حزب اليسار في 6 كانون الأول ديسمبر 2023.
الهدف الرئيسي للجمعية هو بناء هيكل لحزب جديد بقيادة فاجنكنشت.  الجمعية متشككة في كل من السياسة الخضراء ودعم أوكرانيا في الحرب الروسية الأوكرانية.   وفقًا لاستطلاعات الرأي المختلفة، قال ما بين 12 و20 بالمائة (تصل إلى 32% في شرق ألمانيا ) من الألمان إنهم سيفكرون في التصويت لصالح تحالف سارة فاجنكنشت.   

## تاريخ

### خلفية

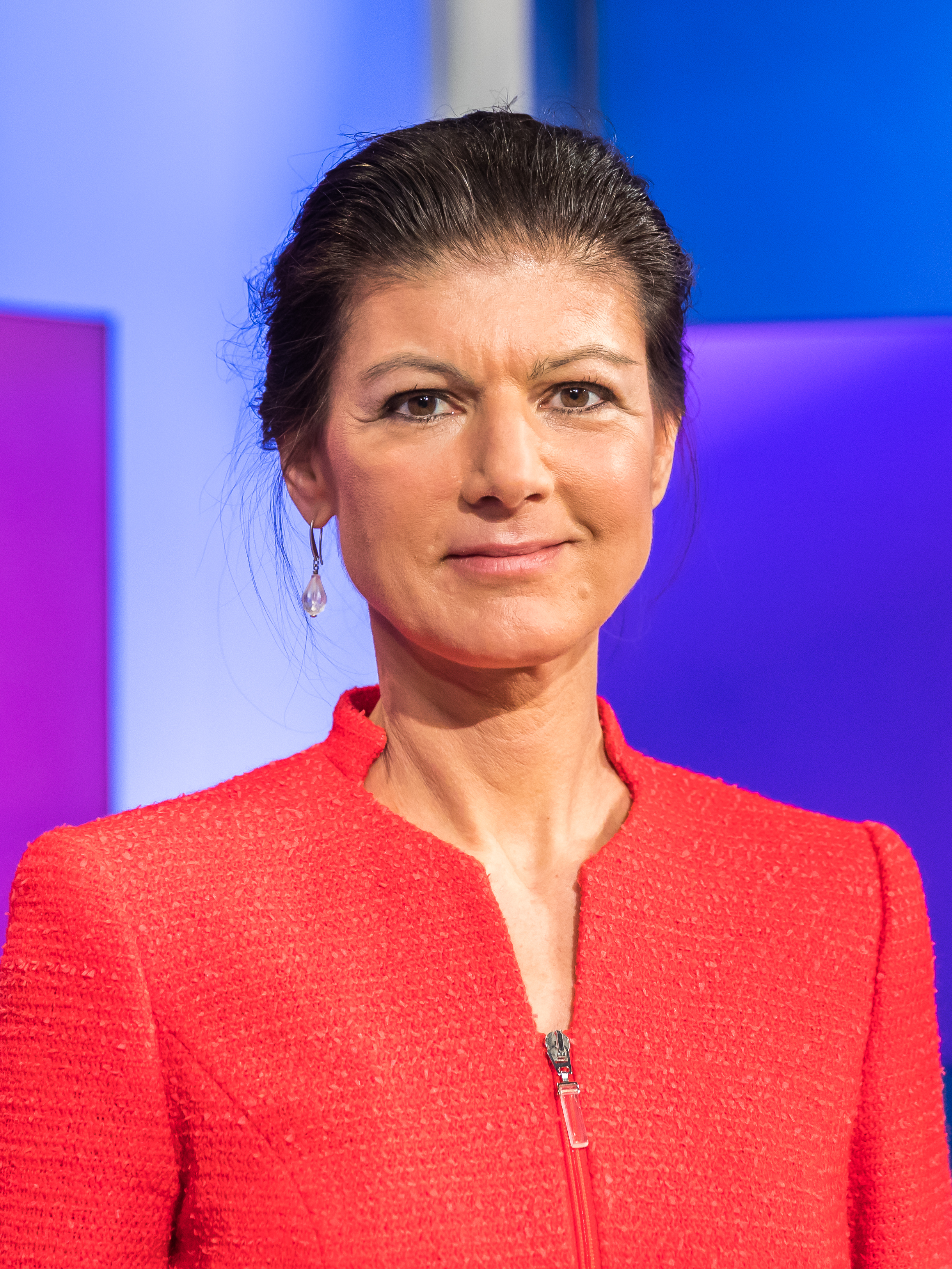
الاسم نفسه والشخصية المركزية سارة فاجنكنشت في عام 2023

فاجنكنشت، التي وُصِفت بأنها سياسية يسارية بارزة،  كانت عضوًا في حزب اليسار وأسلافه، مثل حزب الوحدة الاشتراكية الألماني (SED) وحزب الاشتراكية الديمقراطية (PDS)؛ تُعرف مواقفها السياسية عمومًا بأنها شعبوية يسارية متوازنة.   على الرغم من أنها كانت زعيمة مشاركة لحزب اليسار من عام 2015 إلى عام 2019، إلا أن الصراع مع أعضاء الحزب الآخرين حول موضوعات، مثل سياسة اللاجئين الألمانية، والتطعيم ضد كوفيد-19، والغزو الروسي لأوكرانيا عام 2022، أدى إلى تكهنات منذ عام 2021 بأنها ستترك حزب اليسار وتؤسس حزبًا سياسيًا جديدًا. 
زادت التكهنات في الفترة التي سبقت انتخابات ولاية هيسن 2023 وانتخابات ولاية بافاريا 2023 في 8 أكتوبر تشرين الأول، حيث فشل اليسار في الوصول إلى العتبة الانتخابية البالغة 5٪ بينما ارتفع حزب البديل من أجل ألمانيا اليميني المتطرف في كليهما.  أدى نجاح حزب البديل من أجل ألمانيا إلى ادعاء فاجنكنشت أن الحزب الشعبوي اليساري يمكنه التنافس مع حزب البديل من أجل ألمانيا مع احترام القانون الأساسي لجمهورية ألمانيا الفدرالية أيضًا. 

### تسجيل الجمعية
سُجل حزب "تحالف سارة فاجنكنشت"، ومقرها كارلسروه، في سجل الجمعية في محكمة المقاطعة في مانهايم في 26 أيلول سبتمبر 2023.  في منتصف أكتوبر تشرين الأول، قدم أكثر من خمسين عضوًا من حزب اليسار طلبًا لاستبعاد فاجنكنشت من الحزب لمنعها من بناء حزب جديد بموارد اليسار. 
ألقى أعضاء الحزب والمعلقون السياسيون باللوم على التكهنات المستمرة حول تأسيس حزب جديد وما نتج عن ذلك من تفكك اليسار في نتائجه السيئة في انتخابات الولاية.  أعلن مارتن شيرديوان، الرئيس الفدرالي لليسار والرئيس المشارك لليسار في البرلمان الأوروبي - GUE/NGL، أن الحزب سوف يطرد الأعضاء الذين التزموا بتأسيس حزب تحالف سارة فاجنكنشت المنافس لهم.  أصدر المجلس التنفيذي الفدرالي لليسار قرارًا بعدم التوافق مع الحزب المؤسس حديثا بقيادة سارة فاجنكنشت والمعروف بإختصار BSW. 
رغب أعضاء بي إس في، في البوندستاغ الألماني في مواصلة العمل كمجموعة برلمانية وقد قدموا طلبًا مماثلاً إلى رئيس البوندستاغ. عندما شُكّلت مجموعة فاغنكنخت في البوندستاغ في 11 ديسمبر كانون الأول 2023، انتُخبت فاجنكنشت رئيسًا لها، وكلاوس إرنست نائبًا للرئيس، وجيسيكا تاتي مديرة إدارية برلمانية. بدأت الجمعية أيضًا في التمثيل في مجلس النواب في برلين بواسطة ألكسندر كينج، وفي برلمان هامبورغ بواسطة متين قايا، وفي برلمان راينلاند بالاتينات بواسطة أندرياس هارتنفيلز، ‏ وهو عضو سابق في تحالف 90/الخضر .

## الأفكار والمواقف

### الأوصاف الأكاديمية والإعلامية
وُصف BSW وصفًا مختلفًت بأنه شعبوي،   اشتراكي،  اشتراكي اقتصاديًا،  محافظ ثقافي،  محافظ اجتماعي،  شعبوي يساري،  يساري قومي  ويساري محافظ.  تُستخدم التسمية الأخيرة جزئيًا بسبب مواقفها الاقتصادية ذات الميول اليسارية ومواقفها الاجتماعية والثقافية ذات الميول اليمينية، والتي وصفها وورثمان بأنها تحظى بشعبية كبيرة بين الناخبين المناهضين للمؤسسة والناخبين ذوي الميول اليمينية.  ردًا على أوصاف الحزب بأنه يميني متطرف أو يميني اجتماعيًا، قال العالم السياسي ثورستن فاس إن فاجنكنشت كانت لا تزال سياسية ذات طابع يساري، حتى داخل حزب اليسار، وعلق قائلاً: "سأكون حذرًا بعض الشيء. حول ذلك، لأنه بالطبع مشروع يساري، وهي بالتأكيد ليست سياسية تمثل موقفًا يمينيًا. 
على الطيف السياسي بين اليسار واليمين، يُوضع الحزب عادةً في الجناح اليساري،   أو أقصى اليسار،   بينما يكون أقرب إلى الجناح اليميني على المستوى الاجتماعي والثقافي قضايا، مثل الهجرة والتنوع بين الجنسين؛ تمت مقارنة هذا المزيج من المواقف بمواقف الحزب الاشتراكي في هولندا والحزب الشيوعي اليوناني.  وعلقت سارة فاجنر، المحاضرة في العلوم السياسية بجامعة كوينز بلفاست، وباحثة ما بعد الدكتوراه السابقة في جامعة مانهايم، والتي درست صعود فاجنكنشت السياسي: "لا يمكننا أن نقول بالضبط عدد الأشخاص الذين يؤيدون اليسار المحافظ". لكن ما يمكننا قوله هو أنها مجموعة مهمة، ولم نشهد هذا المزيج في أي حزب في ألمانيا من قبل". 

### السياسات والمواقف السياسية
تشمل المواقف السياسية لـ BSW المزيد من القيود على الهجرة، وخطة لإلغاء العولمة، ومعارضة السياسة الخضراء، وإنهاء المساعدات العسكرية لأوكرانيا، والتسوية التفاوضية للغزو الروسي لأوكرانيا. تَعتبر سارة فاجنكنشت أن تحالفها الجديد يقف أساسًا في معارضة اليسار وتحالف 90 / الخضر. في مقابلة مع صحيفة زود دويتشه تزايتونج، صرحت فاجنكنشت أن حزبها "ليس يمينيًا واضحًا"، وبدلاً من ذلك فهو يساري بمعنى "الكفاح من أجل المزيد من العدالة الاجتماعية، والأجور الجيدة، والمعاشات التقاعدية اللائقة". العودة إلى تقليد الانفراج "تحسين العلاقات الدولية" بدلاً من الاعتماد أكثر فأكثر على الحلول العسكرية".  ومع ذلك، رفض فاجنكنشت تسمية الجناح اليساري ضمن اسم الحزب الجديد، قائلًا إن "كثيرًا من الناس اليوم يربطونه بمحتوى مختلف تمامًا" وب"مناقشات نخبوية"، وأن حزب تحالف بي إس في، سوف يروق لجمهور واسع و“طائفة واسعة من الناخبين المحتملين”.  شعرت فاجنكنشت أن اليسار أصبح ليبراليًا اجتماعيًا وما أسمته "نمط الحياة اليساري" بدلاً من الجناح اليساري، واتهمت التقدميين في اليسار بأنهم "يركزون كثيرًا على النظام الغذائي والضمائر وتصور العنصرية" بدلاً من " الفقر والفجوة المتزايدة باستمرار بين الأغنياء والفقراء."  
يدعم حزب تحالف سارة فاجنكنشت التدخل الإقتصادي الحكومي وزيادة فوائد الرعاية الإجتماعية التي يمولها الأثرياء بالإضافة الى الحفاظ على الأصول والموروثات. رفضت فاجنكنشت منتقديها الذين يتهموها بإنها تريد تحويل الاقتصاد الألماني إلى اقتصاد ألمانيا الشرقية، ولكن في حقيقة الأمر، هي من المدافعين عن الليبرالية الاجتماعية، التي تدعم اقتصاد السوق العادل، والسياسات الاجتماعية القوية. بالإضافة إلى ذلك، فإن مزيج أفكار تحالف بي إس في من السياسات الاقتصادية الاشتراكية، والأفكار النيوليبرالية مع أفكار أكثر تحفظًا حول القضايا الاجتماعية والثقافية اجتذب الدعم وبذات الوقت التشكيك. 
وُصفت السياسة الخارجية لـ حزب سارة فاجنكنشت بأنها سياسة "مناصرة لروسيا"،    وهو ما نفته فاجنكنشت نفيًا حاسمًا.  ينتقد الحزب نقدًا صريح إرسال الأسلحة إلى أوكرانيا ومؤيديها في الحرب الروسية الأوكرانية، وتلقي باللوم على الناتو في تصعيد الصراع وإطالة أمده دون الالتفات الى حلول سياسية مطروحة وقابلة للتطبيق.  في خضم الحرب الدموية التي شنتها اسرائيل على قطاع غزة، وصفت فاجنكنشت قطاع غزة بأنه سجن في الهواء الطلق.

## أعضاء

### البوندستاغ
انضم عشرة أعضاء من البوندستاغ (جميعهم من اليسار) إلى BSW عند إعلانها.
| صورة | عضو            | البرلمان   | ملحوظة                                            |
| ---- | -------------- | ---------- | ------------------------------------------------- |
|      | سارة فاجنكنشت  | البوندستاغ | زعيم كتلة اليسار البرلمانية السابقة في البوندستاغ |
|      | أميرة محمد علي | البوندستاغ | زعيم كتلة اليسار البرلمانية السابقة في البوندستاغ |
|      | ألكسندر أولريش | البوندستاغ | من راينلاند بالاتينات                             |
|      | كريستيان ليه   | البوندستاغ | من شمال الراين وستفاليا                           |
|      | سيفيم داغديلين | البوندستاغ | من شمال الراين وستفاليا                           |
|      | أندريه هونكو   | البوندستاغ | من شمال الراين وستفاليا                           |
|      | شاكلين ناستيتش | البوندستاغ | من هامبورغ                                        |
|      | علي الديلمي    | البوندستاغ | من ولاية هيسن                                     |
|      | كلاوس إرنست    | البوندستاغ | من بافاريا والرئيس الفدرالي السابق لحزب اليسار    |
|      | جيسيكا تاتي    | البوندستاغ | من بادن فورتمبيرغ                                 |

### برلمانات الولايات
ألكسندر كينج، عضو مجلس النواب في برلين عن حزب اليسار، انضم إلى BSW في 27 أكتوبر 2023.  ميتين كايا، عضو برلمان هامبورغ حذا حذوه.
| صورة | عضو               | البرلمان           |
| ---- | ----------------- | ------------------ |
|      | الكسندر كينغ      | برلين              |
|      | متين قايا         | هامبورغ            |
|      | أندرياس هارتنفيلز | راينلاند بالاتينات |

## أنظر أيضا
- قائمة الأحزاب السياسية في ألمانيا